# Тайпі
«Тайпі» (англ. Typee, повна оригінальна назва англ. Typee: A Peep at Polynesian Life — в перекладі «Тайпі: спостереження полінезійського життя»)  — пригодницька, частково автобіографічна повість (іноді визначається як роман) американського письменника Германа Мелвілла. Створена 1846 року і є першим твором в бібліографії цього письменника. В ній автор описує своє перебування на острові Нуку-Хіва серед племені полінезійських канібалів тайпі. Повість викликала публічний резонанс критичними висловлюваннями письменника, спрямованими проти колоніалізму. В сучасній літературі «Тайпі» вважають класикою пригодницького жанру.

## Історія

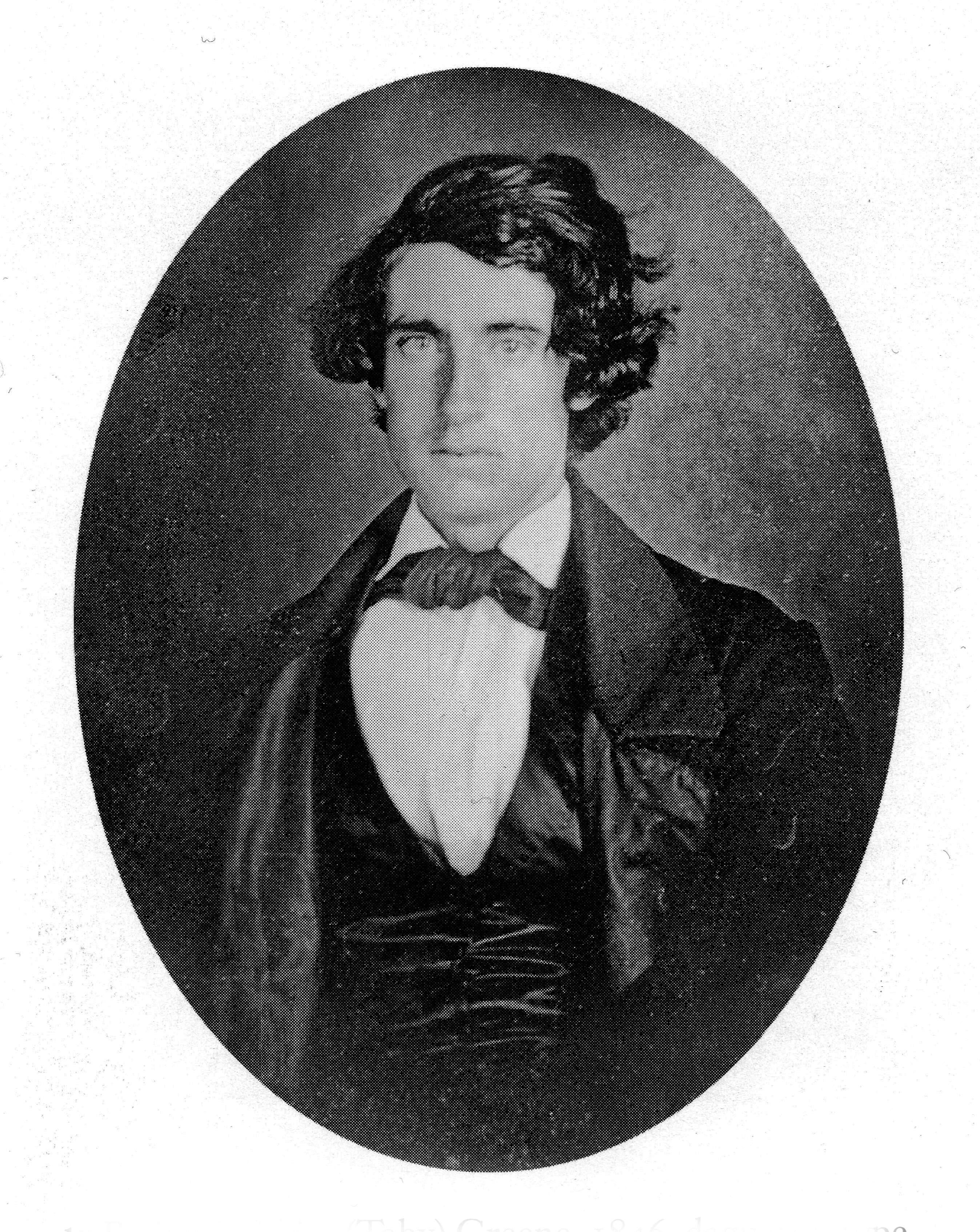
Річард Тобіас Грін, один з героїв роману, в рік виходу першого видання (1846).

Юний Герман Мелвілл, рано втративши батька, був змушений перепробувати різні заняття. Щоб позбутися залежності від родичів він спочатку найнявся юнгою на торговельне судно, а 1841 року став матросом на китоловному кораблі «Акушнет». Після тривалого рейсу 23 червня того ж року корабель зробив зупинку на Маркізьких островах у бухті острова Нуку-Хіва. Там майбутній письменник разом зі своїм другом Тобіасом Гріном здійснили втечу, не витримавши тяжких умов служби. З 9 липня по 9 серпня вони перебували серед племені полінезійських канібалів, які поставилися до них як до поважних заручників, там же Герман втратив зв'язок із Тобіасом. Врятувавшись черговою втечею від тубільців, Мелвілл найнявся на австралійське китоловне судно «Люсі Енн». Після кількох років буремних мандрів морем він повернувся до США.
У грудні 1844 року Герман Мелвілл почав роботу над своїм першим твором. Рукопис він спочатку запропонував видавництву «Гарпер і брати», однак там відмовились його друкувати як «надто фантастичний, щоб викликати довіру». Друком повість вийшла одразу в двох країнах: у лютому 1846 року англійський видавець Джон Мюррей опублікував її в Лондоні, а в березні того ж року твір був виданий у Нью-Йорку видавництвом «Вайлі і Патнем». Повість викликала публічний резонанс, після чого на зв'язок з Германом Мелвіллом вийшов його загублений друг Тобіас Грін. 1 липня 1846 року журнал «Commercial Advertiser», що виходив у Баффало, опублікував лист Гріна, в якому той підтвердив правдивість написаного у повісті. У пізніших виданнях історія останнього була включена до твору як додаток.
Сюжетним продовженням «Тайпі» стали дві наступних книги письменника — «Ому» (1847) і «Марді» (1849).

## Сюжет

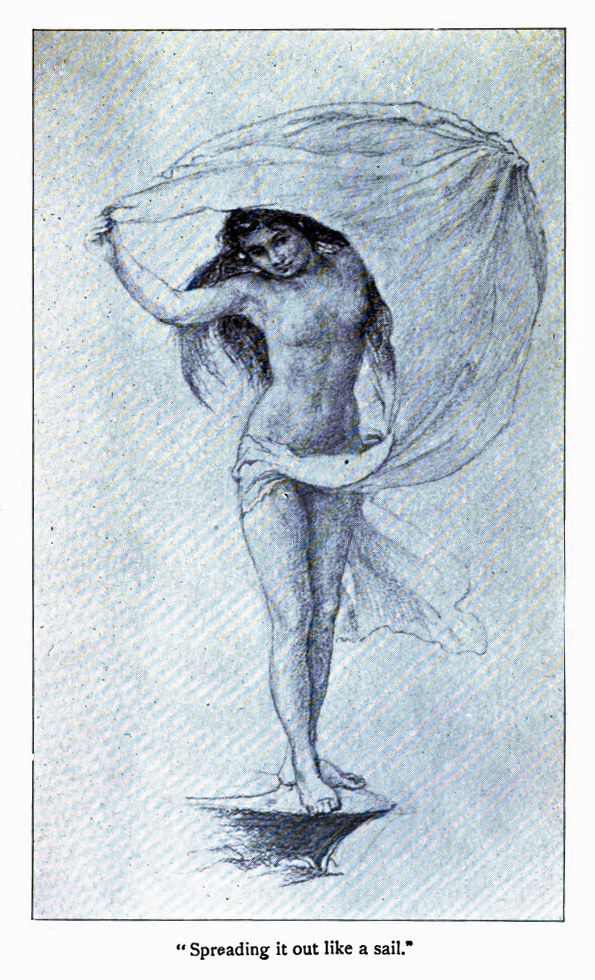
Ілюстрація видання 1892 року зображає аборигенку Фаявей, в яку був закоханий головний герой.

Після піврічного плавання китобійне судно зупиняється на рейді в бухті острова Нуку-Хіва. Два матроси з цього корабля, змучені тяжкими умовами праці, здійснюють втечу. Вони планують дочекатись на березі відплиття власного судна, а потім сісти на інше, однак ховаючись на узбережжі, Том і Тобі заблукали. Довга мандрівка приводить вкрай зголоднілих втікачів до мальовничої долини, в якій живуть тубільці. Матроси чули, що серед місцевих племен найжорстокішими канібалами є тайпі, втім, білі люди сподіваються, що долина населена їхніми миролюбнішими сусідами.
Діставшись долини, вони дізнаються, що потрапили саме до канібалів тайпі, однак ті приймають їх гостинно. Скоро на узбережжя долини Тай-Пі прибувають якісь човни. Тобі йде у розвідку дізнатись як справи, а Том залишається в поселенні, бо в нього болить ушкоджена нога. Тобі зникає. Том мучиться між двома страшними здогадками — або товариш його зрадливо кинув, або самого Тобі вбили тубільці. Між тим поведінка тайпі досить дивна: вони оточують гостя усілякою увагою і разом з тим тримають у заручниках, не дозволяючи покидати долину. Значна частина твору присвячена опису їхніх звичаїв, культури, побуту. Письменник підкреслює гармонійність їхньої натури, світогляду, способу життя, навіть попри мерзенні канібальські звичаї; він наводить факти руйнування автохтонної культури білими колонізаторами і місіонерами, засуджує зверхнє лицемірство білої людини.
На узбережжя Тай-Пі знову прибуває човен, Тому з великими труднощами вдається дістатися до нього. В останню мить тайпі починають переслідування, не бажаючи втратити улюбленого гостя, однак Тому вдається вирватися. Він прибуває до бухти Нуку-Хіва, звідки відпливає на австралійському кораблі. Доля Тобі для нього залишається невідомою. Історію друга він розкриває у додатку «Що трапилось з Тобі».

## Критика

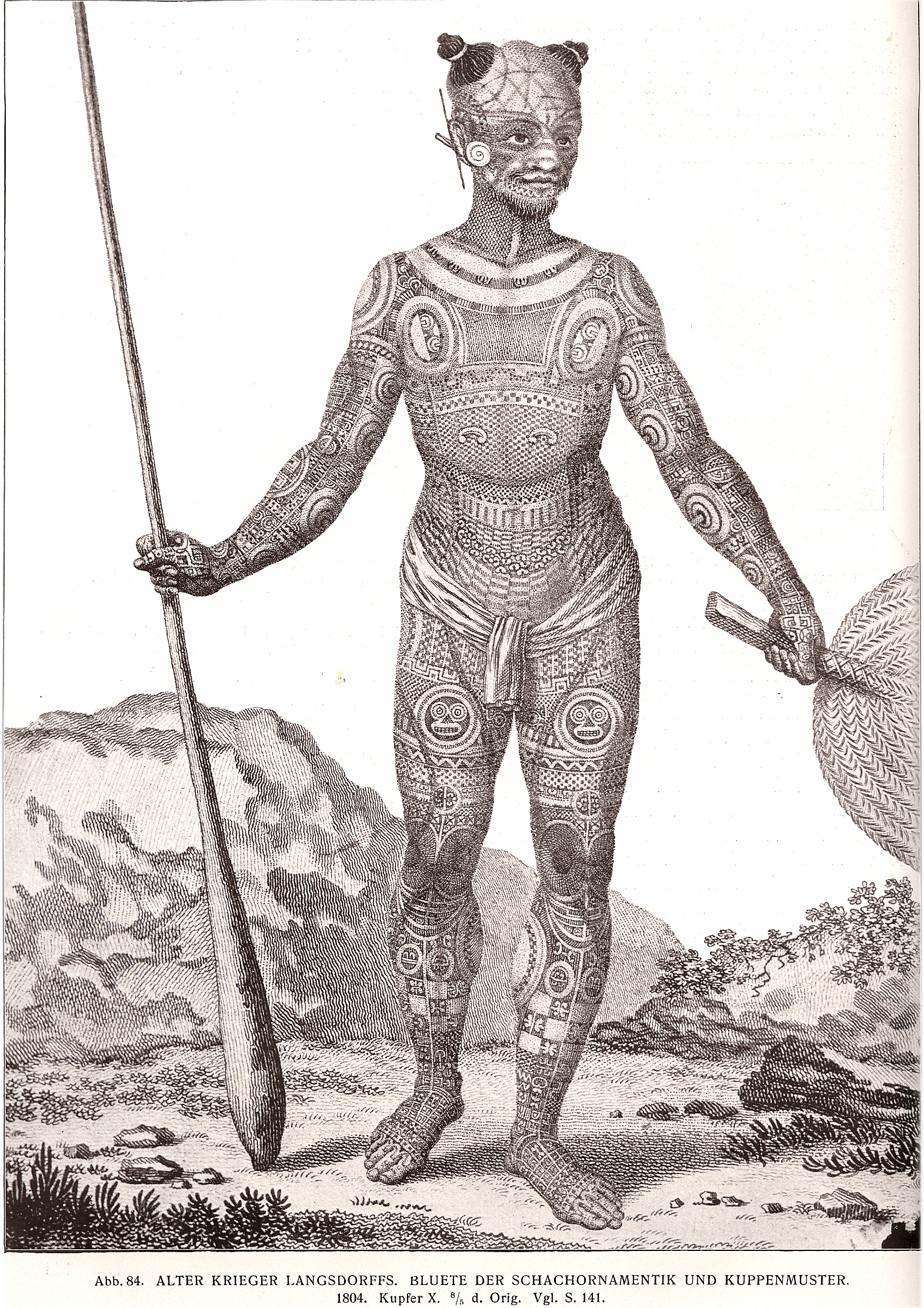
Татуйований мешканець Маркізьких островів. Такими зобразив тайпі Герман Мелвілл.

Оповідь у «Тайпі» ведеться від першої особи, однак ім'я автора в ній спочатку не згадується (трохи згодом він постає перед читачем як Том). Автор подає свою історію як істинно правдиву, посилається на багато автобіографічних подробиць, цитує твори реальних дослідників, мандрівників, місіонерів, а також описує історичні події, свідком яких він був. Ці посилання, описи і спостереження, здійсненні ним, є науково достовірними. До того ж Тобіас Грін після виходу першого видання повністю підтвердив викладені в повісті факти. Однак заради зв'язності сюжету Герман Мелвілл іноді перебільшує реальні події та перекомпоновує їх. Наприклад, долина Тай-Пі, яка за твором оточена високими горами, насправді не межує із подібними гірськими хребтами; реальне чотиритижневе перебування серед тубільців письменник перетворює на чотиримісячне; змінює назви суден, на яких він перебував, тощо. Це дає підставу розглядати повість «Тайпі» як частково автобіографічну, тобто таку, що не є ані буквальною біографією, ані чистою фантазією.
Відразу після виходу з друку повість привернула увагу інших американських письменників. Її високо оцінили Генрі Лонгфелло, Волт Вітмен, Натаніель Готорн і Вашингтон Ірвінг. Нью-йоркський видавець Еверт Август Дайкінк писав Натаніелю Готорну що «це жива і приємна книга, можливо, не надто філософська». Разом з тим публіка не сприйняла критичний характер твору, зокрема описи завойовницьких дій з боку європейських колонізаторів на Маркізах, згадки про відносини між матросами і місцевими жінками, поширення ними хвороб, нечесну торгівлю із тубільцями, ганебну поведінку місіонерів. Обурення пуританської публіки було настільки сильним, що згадки про місіонерів і деякі сексуальні сцени були видалені з другого американського видання. Це, а також певна ідеологічна ідеалізація тубільців, виправдання їхніх нападів «згубним впливом цивілізації», дали привід деяким критикам звинуватити Германа Мелвілла у вигадництві, а то й у відвертій брехні.
Незважаючи на це, «Тайпі» витримала неодноразове перевидання, була перекладена іншими мовами і вважалася одним з найвідоміших творів Германа Мелвілла, доки її не затьмарила слава «Мобі Діка» (а вона прийшла до цього роману вже після смерті письменника).